# Шевыряловское (сельское поселение)
Шевыряловское — упразднённое муниципальное образование со статусом сельского поселения в Сарапульском районе Удмуртии Российской Федерации.
Административный центр — село Шевырялово.
25 июня 2021 года упразднено в связи с преобразованием муниципального района в муниципальный округ.

## История
Статус и границы сельского поселения установлены Законом Удмуртской Республики от 28 января 2005 года № 2-РЗ «Об установлении границ муниципальных образований и наделении соответствующим статусом муниципальных образований на территории Сарапульского района Удмуртской Республики».

## Население
| 2010  | 2012  | 2013  | 2014  | 2015  | 2016  | 2017  |
| ----- | ----- | ----- | ----- | ----- | ----- | ----- |
| 1246  | ↗1249 | ↗1377 | ↘1355 | ↘1259 | ↗1262 | ↘1260 |
| 2018  | 2019  | 2020  |       |       |       |       |
| ↗1274 | ↘1262 | ↘1231 |       |       |       |       |

## Состав сельского поселения
| № | Населённый пункт | Тип населённого пункта       | Население |
| - | ---------------- | ---------------------------- | --------- |
| 1 | Антипино         | деревня                      | →30       |
| 2 | Дома 1133 км     | населённый пункт             | ↘12       |
| 3 | Отуниха          | деревня                      | ↘22       |
| 4 | Шевырялово       | село, административный центр | ↗1185     |